# Сальбертранд
Сальбертранд (італ. Salbertrand, п'єм. Salbertrand) — муніципалітет в Італії, у регіоні П'ємонт,  метрополійне місто Турин.
Сальбертранд розташований на відстані близько 580 км на північний захід від Рима, 65 км на захід від Турина.
Населення — 596 осіб (2014).

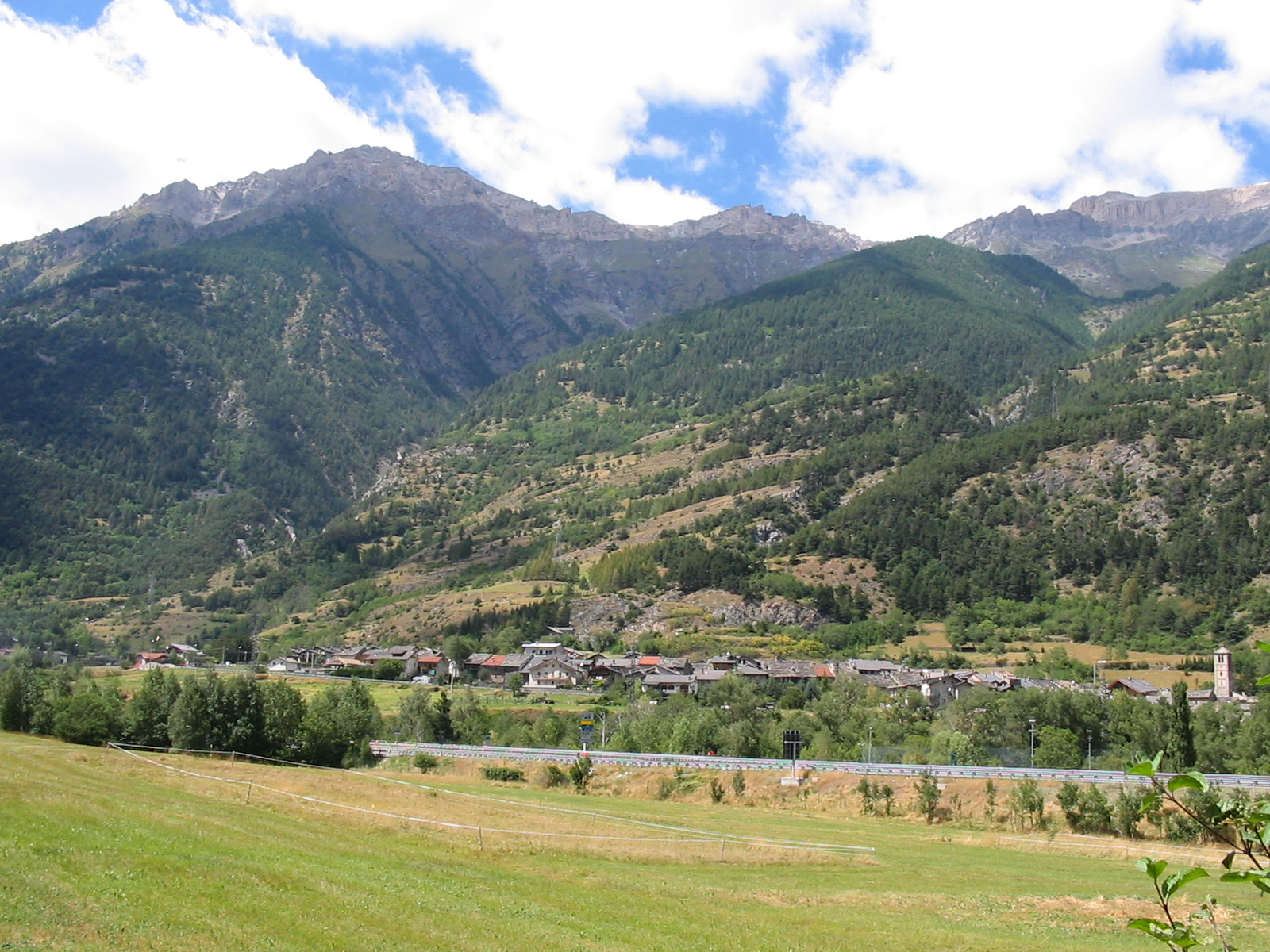

Щорічний фестиваль відбувається 24 червня. Покровитель — святий Іван Хреститель.

## Демографія
Населення за роками:

Станом на 1 січня 2023 року в муніципалітеті офіційно проживало 100 іноземців з 19 країн, серед них 49 громадян країн Євросоюзу.

## Сусідні муніципалітети
- Ексіллес
- Улькс
- Праджелато